# Президентські вибори у США 1812
Президентські вибори в США 1812 року проходили на тлі розпочатої англо-американської війни та Наполеонівських воєн в Європі. На них кандидат від Демократично-республіканської партії президент Джеймс Медісон був переобраний на другий термін. Він здобув перемогу над Девіттом Клінтоном, сином колишнього віцепрезидента та видатного республіканця Джеймса Клінтона, що став претендентом від Федералістської партії. Віцепрезидентом став Елбрідж Геррі.

## Контекст виборів
Відлуння Наполеонівських воєн постійно посилювалися протягом першого терміну Джеймса Медісона. Як англійці, так і французи ігнорували нейтралітет США у війні та захоплювали американські судна в морі. Крім цього, Британія провокувала США, постійно загрожуючи американським морякам, утримуючи форти на американській північно-західній території та підтримуючи американських індіанців у війні проти США на північному заході та південному заході.
Водночас експансіоністи в Сполучених Штатах поглядали на Британську Канаду та Іспанську Флориду та хотіли використовувати ці провокаційні дії як привід для захоплення територій. Напруженість постійно наростала і 12 червня 1812 року, коли Медісон вже був номінований від Демократично-республіканської партії як кандидат у президенти, США оголосила війну Великій Британії.

## Вибори

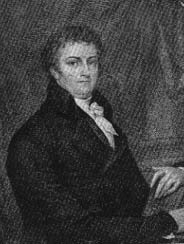
Девітт Клінтон, мер Нью-Йорка, колишній сенатор, претендент від Федералістської партії

### Результати

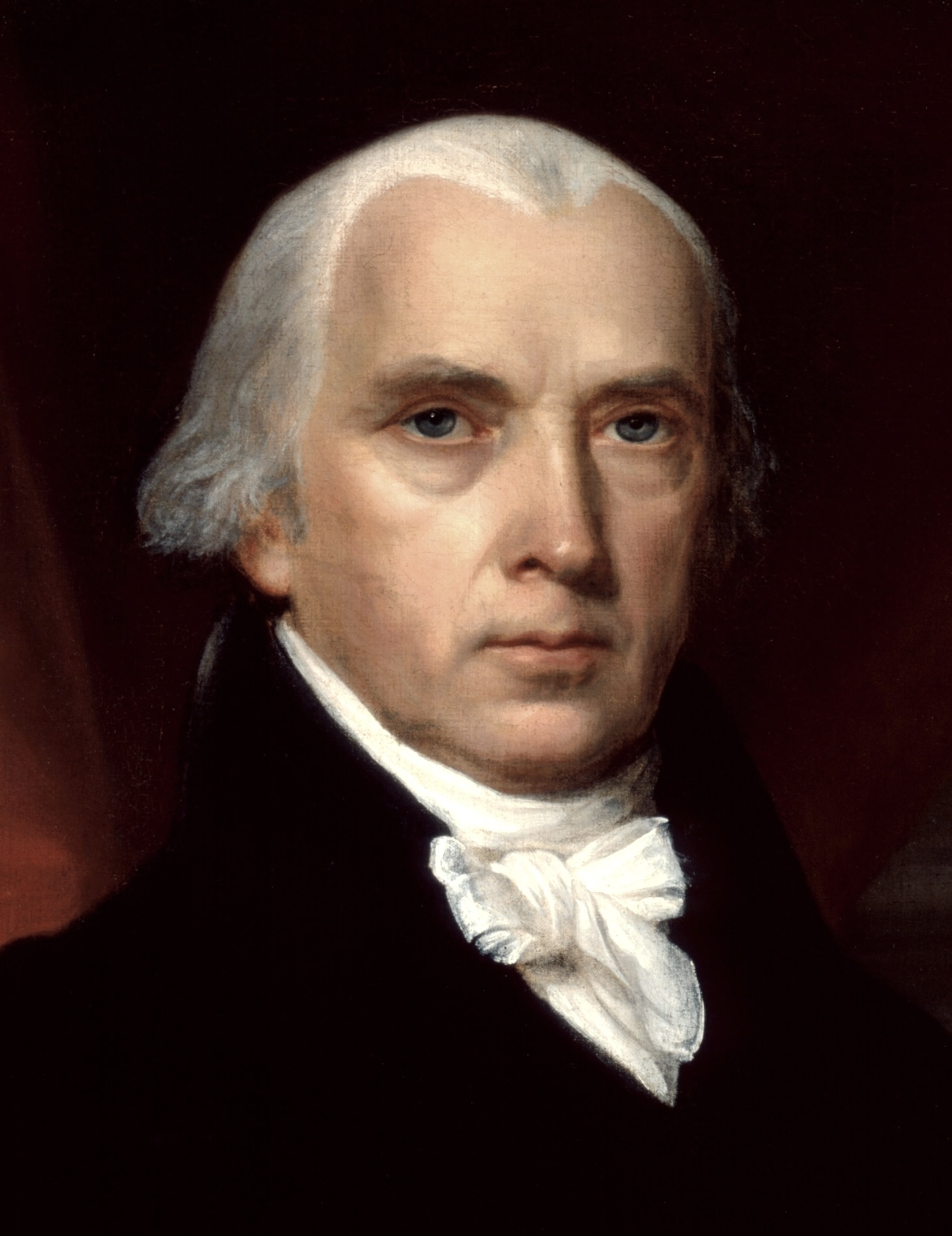
Джеймс Медісон був переобраний президентом 1812 року.

| Кандидат       | Партія                              | Виборці   | Виборці | Виборники |
| Кандидат       | Партія                              | Кількість | %       | Виборники |
| -------------- | ----------------------------------- | --------- | ------- | --------- |
| Джеймс Медісон | Демократично-республіканська партія | 140.431   | 50,4 %  | 128       |
| Девітт Клінтон | Федералістська партія               | 132.781   | 47,6 %  | 89        |
| Руфус Кінг     | Федералістська партія               | 5.574     | 2,0 %   | 0         |
| Усього         | Усього                              | 278.786   | 100 %   | 217       |